# Hugh Dillon
Hugh R. Dillon (Kingston, Ontario; 1963) es un actor y músico canadiense, más conocido por haber interpretado a Mike Sweeney en la serie Durham County y a Ed Lane en la serie Flashpoint.

## Carrera
En 2002 apareció como personaje invitado en varios episodios de la serie Degrassi: The Next Generation donde interpretó al cirujano Albert Manning, el abusivo padre de Craig Manning (Jake Epstein) hasta el 2003 después de que su personaje muriera luego de sufrir heridas después de estar en un accidente automovilístico. Entre el 2005 y el 2008 apareció en comerciales para Chevrolet, Sleeman Beer y ManulifeOne.ca. Hugh apareció en el video musical "Bobcaygeon" de The Tragically Hip, interpretando al hombre que comienza la pelea. En el 2007 se unió al elenco de la serie Durham County donde dio vida a Mike Sweeney, un veterano detective de homicidios, hasta el final de la serie en el 2010. En el 2008 se unió al elenco principal de la serie Flashpoint donde interpretó al sargento de la policía Edward "Ed" Lane, el líder, tirador y miembro del equipo "Strategic Response Unit" hasta el final de la serie en el 2012.
En el 2013 se unió al elenco recurrente de la serie Continuum donde interpretó al empresario Stan Escher también conocido como Marc Sadler, el CEO y presidente de Piron y padre de Alec Sadler (Erik Knudsen), hasta el 2014 después de que su personaje fuera asesinado por Emily (Magda Apanowicz). Ese mismo año se unió al elenco principal de la tercera temporada de la serie The Killing donde dio vida a Francis Becker, el guardia del corredor de la muerte. En el 2015 Hugh se unió al elenco principal de la nueva serie X Company, donde interpretó al agente Duncan Sinclair, hasta el final de la serie en el 2017. A mediados de marzo del 2016 se anunció que Hugh se había unido al elenco de la serie Twin Peaks.

## Carrera musical
Entre 1987 y 2003, fue el cantante principal de la banda de rock The Headstones, que se convirtió en una de las bandas canadienses más comerciales en la década de 1990. Después de que la banda se separó en 2003, Dillon formó la banda Hugh Dillon Redemption Choir, una banda de rock-indie, cuyo estilo se basa en el country, pop y punk, entre otras. En 2005 lanzaron The High Co$t of Low Living, su álbum en solitario fue titulado "Works Well with Others" y se lanzó el 13 de octubre de 2009.
Produjo un álbum de la banda canadiense The Rubbers y escribió varias composiciones para varias productoras televisivas.
Hugh y el resto de la banda The Headstones volvieron a unirse en 2011.

## Filmografía

### Series de televisión
| Año             | Título                                 | Personaje          | Notas                 |
| --------------- | -------------------------------------- | ------------------ | --------------------- |
| 2016 - presente | Twin Peaks                             | -                  | -                     |
| 2015 - 2017     | X Company                              | Duncan Sinclair    | 22 episodios          |
| 2014            | Things You Shouldn't Say Past Midnight | Clean Gene         | 8 episodios           |
| 2013 - 2014     | Continuum                              | Stan Escher        | 7 episodios           |
| 2013            | The Killing                            | Francis Becker     | 12 episodios          |
| 2008 - 2012     | Flashpoint                             | Sgt. Ed Lane       | 75 episodios          |
| 2007 - 2010     | Durham County                          | Mike Sweeney       | 18 episodios          |
| 2007            | The Gathering                          | Detective Gamble   | Miniserie             |
| 2004 - 2005     | ReGenesis                              | Danny Dexter       | 3 episodios           |
| 2004            | The Eleventh Hour                      | Eddie              | episodio "Hard Seven" |
| 2003            | Starhunter                             | Gus                | episodio "Biocrime"   |
| 2003            | Blue Murder                            | Kevin Marshall     | episodio "Necklace"   |
| 2002 - 2003     | Degrassi: The Next Generation          | Dr. Albert Manning | 3 episodios           |
| 2000            | Twitch City                            | Howard             | 2 episodios           |

### Películas
| Año  | Título                           | Personaje                 | Notas |
| ---- | -------------------------------- | ------------------------- | --- |
| 2008 | Of Murder and Memory             | Vincent Nichol            | junto a Annabeth Gish, Chandra West, Callum Keith Rennie, Gabriel Hogan y Kristen Hager                  |
| 2008 | Surveillance                     | Steven                    | junto a Caroline Aaron, David Gane, Gill Gayle, Kent Harper y Michael Ironside                           |
| 2007 | Trailer Park Boys: The Movie     | Sonny                     | junto a Robb Wells, John Paul Tremblay, Mike Smith, Lucy Decoutere y Cory Bowles                         |
| 2005 | Assault on Precinct 13           | Tony                      | junto a Ethan Hawke, Laurence Fishburne, Gabriel Byrne, Maria Bello, Drea de Matteo y John Leguizamo     |
| 2004 | The Wool Cap                     | Hombre con chaqueta       | junto a William H. Macy, Ned Beatty, Keke Palmer, Don Rickles, Cherise Boothe y Catherine O'Hara         |
| 2004 | The Love Crimes of Gillian Guess | Bobby Tomahawk            | junto a Joely Collins, Ben Bass, Adrien Dorval y Kirsten Prout                                           |
| 2004 | Ginger Snaps Back: The Beginning | Reverendo Gilbert         | junto a Katharine Isabelle, Emily Perkins, Nathaniel Arcand, JR Bourne, Adrien Dorval y Brendan Fletcher |
| 2002 | Down to the Bone                 | Bob                       | junto a Vera Farmiga, Clint Jordan, Jasper Daniels y Taylor Foxhall                                      |
| 2002 | Lone Hero                        | King                      | junto a Lou Diamond Phillips, Sean Patrick Flanery, Robert Forster, Mark Metcalf y Tyler Labine          |
| 1999 | Johnny                           | Padre de Dell y Alice     | junto a Chris William Martin, Kris Lemche, Rainbow Francks y Gema Zamprogna                              |
| 1996 | Hard Core Logo                   | Joe Dick / Joseph Mulgrew | junto a Callum Keith Rennie, John Pyper-Ferguson, Julian Richings, Benita Ha y Claudia Ferri             |
| 1995 | Prince for a Day                 | -                         | junto a Joey Lawrence, Richard Belzer, Khrystyne Haje, Michelle Blakely, Barry Flatman y Lainie Kazan    |
| 1995 | Curtis's Charm                   | Ladrón que escupe         | junto a Maurice Dean Wint, Callum Keith Rennie, Rachael Crawford y Bruce McDonald                        |
| 1994 | Dance Me Outside                 | Clarence Gaskill          | junto a Ryan Rajendra Black, Adam Beach, Michael Greyeyes, Sandrine Holt y Tamara Podemski               |

### Videojuegos
| Año  | Título        | Personaje | Notas                            |
| ---- | ------------- | --------- | -------------------------------- |
| 2009 | Left 4 Dead 2 | Nick      | Prestó su voz para el personaje. |

### Narrador
| Año  | Título           | Notas        |
| ---- | ---------------- | ------------ |
| 2012 | Way Off Broadway | 13 episodios |

### Director, guionista y productor
| Año  | Título                             | Notas                                                |
| ---- | ---------------------------------- | ---------------------------------------------------- |
| 2015 | Decades: Part One - The Rowan Tree | documental                                           |
| 2015 | The Offer                          | corto                                                |
| 2011 | Issues                             | corto - co-director, guionista & productor ejecutivo |
| 2010 | Trigger                            | productor ejecutivo                                  |
| 1996 | Hard Core Logo                     | asesor creativo                                      |

## Premios y nominaciones
| Año  | Categoría                                                                       | Premio                | Serie/Película               | Resultado |
| ---- | ------------------------------------------------------------------------------- | --------------------- | ---------------------------- | --------- |
| 2014 | Best Performance by an Actor in a Continuing Leading Dramatic Role              | Canadian Screen Award | Flashpoint                   | Ganador   |
| 2014 | Best Performance by an Actor in a Continuing Leading Dramatic Role              | Canadian Screen Award | Flashpoint                   | Ganador   |
| 2011 | Best Performance by an Actor in a Continuing Leading Dramatic Role              | Gemini Award          | Durham County                | Nominado  |
| 2011 | Outstanding Actor - Drama Series                                                | Golden Nymph Award    | Flashpoint                   | Nominado  |
| 2010 | Outstanding Actor - Drama Series                                                | Golden Nymph Award    | Flashpoint                   | Nominado  |
| 2010 | Outstanding Actor - Drama Series                                                | Golden Nymph Award    | Durham County                | Nominado  |
| 2009 | Best Performance by an Actor in a Featured Supporting Role in a Dramatic Series | Gemini Award          | Of Murder and Memory         | Ganador   |
| 2009 | Best Performance by an Actor in a Continuing Leading Dramatic Role              | Gemini Award          | Flashpoint                   | Nominado  |
| 2008 | Best Performance by an Actor in a Continuing Leading Dramatic Role              | Gemini Award          | Durham County                | Nominado  |
| 2007 | Best Performance by an Actor in a Supporting Role                               | Genie Award           | Trailer Park Boys: The Movie | Nominado  |